# Столит
Сто́лит (болг. Столът) — село в Габровській області Болгарії. Входить до складу общини Севлієво.

## Населення
За даними перепису населення 2011 року у селі проживали 238 осіб.
Національний склад населення села:
| Національність   | Кількість осіб | Відсоток |
| ---------------- | -------------- | -------- |
| болгари          | 166            | 69,7%    |
| цигани           | 67             | 28,2%    |
| турки            | 3              | 1,3%     |
| Всього відповіли | 238            |          |

Розподіл населення за віком у 2011 році:
Динаміка населення: